# Хагеман, Эме
Эме Хагеман (фр. Aimé Haegeman; 1861, Стабрук — 1935, Эттербек) — бельгийский конник, чемпион летних Олимпийских игр 1900 и первый чемпион Игр от Бельгии. Полковник бельгийской армии.
На Играх Хагеман, вместе со своей лошадью Бентон II, участвовал только в соревнованиях по конкуру, в котором, с результатом 2:16,0, занял первое место, выиграв золотую медаль.